# Günther Klammt
Günther Klammt (* 9. Mai 1898 in Löwenberg, Provinz Schlesien; † 16. Mai 1971 in Lübeck) war deutscher Offizier, zuletzt Generalmajor sowie letzter Kommandeur der 260. Infanterie-Division der Wehrmacht im Zweiten Weltkrieg. Er unterzeichnete als einer von 50 in sowjetischer Kriegsgefangenschaft befindlichen Generalen einen Aufruf des Nationalkomitee Freies Deutschland.

## Leben
Klammt trat während des Ersten Weltkriegs am 16. Oktober 1914 als Fähnrich in das Grenadier-Regiment „Graf Kleist von Nollendorf“ (1. Westpreußisches) Nr. 6 der Preußischen Armee ein. Am 1. Mai 1915 zum Leutnant befördert, hatte er Verwendungen als Zugführer, Kompaniechef und Bataillonsadjutant inne. Während des Krieges wurde Klammt mit dem Eisernen Kreuz II. und I. Klasse sowie mit dem Verwundetenabzeichen in Schwarz ausgezeichnet.
Nach Kriegsende schied er am 20. Februar 1920 zunächst aus dem Militärdienst aus, wurde aber am 29. November 1924 beim 6. Infanterie-Regiment in der Reichswehr eingestellt. Hier wurde Klammt am 1. Februar 1926 zum Oberleutnant befördert und als solcher in der 12. (MG-)Kompanie verwendet. Am 1. Oktober 1932 zum Hauptmann ernannt, übernahm er eine Kompanie beim gleichen Regiment, die er bis zum 1. Oktober 1934 führte. Es folgte eine Versetzung zum Infanterie-Regiment 47, bei dem er vom 1. Oktober 1934 bis zum 1. März 1938 ebenfalls eine Kompanie führte.
Die Beförderung zum Major am 1. Januar 1938 brachte kurz darauf – am 1. März 1938 – eine erneute Versetzung als Adjutant bei der 34. Infanterie-Division in Koblenz. Am 1. April 1940 zum Oberstleutnant befördert, erlebte er hier den Kriegsbeginn. Er verblieb bei diesem Großverband bis zum 1. April 1941.
Nach wenigen Tagen bei der Führerreserve beim Oberkommando des Heeres (1.–21. April 1941) wurde er Chef einer Transport-Abteilung im Oberkommando des Heeres. Am 1. April 1942 erhielt er den Dienstgrad Oberst. Es folgte eine erste Kommandeur-Verwendung beim Infanterie-Regiment 77 (26. Infanterie-Division), das er bis zum 1. November 1943 führte. Während dieser Zeit wurden ihm am 7. Juni 1943 die Ehrenblattspange des Heeres und das Deutsche Kreuz in Gold am 7. Oktober 1943 verliehen.
Oberst Klammt verbrachte anschließend etwa drei Monate bei der Führerreserve der Heeresgruppe Mitte. Am 19. Januar 1944 wurde er im Raum Schlobin–Bobruisk mit der Führung der 6. Infanterie-Division beauftragt. Dieses Kommando behielt er allerdings nur kurze Zeit: Am 10. Mai 1944 übernahm er das Kommando über die 260. Infanterie-Division, nachdem er Anfang des Monats zum Generalmajor ernannt worden war.
Im Zuge der Operation Bagration – der sowjetischen Großoffensive gegen die Heeresgruppe Mitte – erfolgte seine Gefangennahme am 9. Juli 1944 im siebten Kessel von Minsk.
Aus der Gefangenschaft heraus richtete er als einer von 50 gefangenen Generalen als Teil des Bund Deutscher Offiziere im Nationalkomitee Freies Deutschland einen Aufruf an ihre noch in der Wehrmacht verbliebenen Kameraden. Dieser Appell wurde von Generalfeldmarschall Friedrich Paulus verfasst und als „Aufruf der 50 Generale an Volk und Wehrmacht“ von ihnen unterzeichnet.
Im Inhalt hieß es, dass „... die letzten Kämpfe und die die Kriegsentscheidung endgültig bestimmende Niederlage der Heeresgruppe Mitte sie zu der Überzeugung von der Aussichtslosigkeit eines weiteren Kampfes brachten und daher den Aufruf veranlasst haben, um die Wahrheit über die Tage an der Ostfront, die Ursachen für diese Niederlagen und den Ausweg zu sagen, die entscheidende Trennung von Hitler und seinem Kreis, die Ablehnung der Durchführung von Befehlen Hitlers und seiner Beauftragten sowie die sofortige Einstellung des Kampfes und sinnlosen Blutvergießen erfordern. Wartet nicht, bis Hitler Euch zugrunde richtet! Auftreten gegen Hitler ist Auftreten für Deutschland! ...“
Am 17. Oktober 1947 veröffentlichte die Staatsanwaltschaft der UdSSR ein Kommunique über den Abschluss von Untersuchungen zu Kriegsverbrechen und nannte u. a. Arthur Kullmer, gegen den zusammen mit einigen anderen, darunter Klammt, in Kürze Verhandlungen vor verschiedenen Militärgerichten beginnen würden. Der Prozess, nach heutigen Maßstäben ein politischer Schauprozess, fand in Gomel vom 15. bis 22. Dezember 1947 statt. Angeklagt waren 16 Wehrmachtsangehörige, darunter die Generale von Eberhard von Kurowski, Günther Klammt und Arthur Kullmer. Aufgrund eines Dekrets des Präsidiums des Obersten Sowjet vom 26. Mai 1947 wurde zuvor die Todesstrafe abgeschafft und Günter Klammt wurde zur Höchststrafe von 25 Jahren Arbeitslager verurteilt.
Am 6. Oktober 1955 aus sowjetischer Gefangenschaft entlassen, verstarb Günther Klammt am 16. Mai 1971 in Lübeck.